# Glical

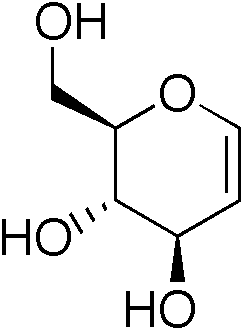
Estructura del glucal, la forma glical proveniente de la glucosa.

El glical es la denominación dada a todos aquellos derivados enol y éter de azúcares cíclicos que presentan un doble enlace entre los átomos de carbono 1 y 2 del anillo. El nombre no debería ser utilizado para aquellos derivados de monosacáridos que presenten un doble enlace en cualquier otra posición del anillo.
- Datos: Q4139724